# Réseau express métropolitain
Réseau express métropolitain（REM、レム）は、カナダの都市モントリオールの都市鉄道。ケベック州年金基金であるCDPQが計画、開発し、ケベック州のインフラを維持建設管理する公共民間会社のSNC-Lavalinによって運営されている。
2023年7月31日に一部区間が開業。自動運転のライトメトロ（鉄輪方式）である。

## 概要
2016年6月15日に建設計画が公表された。2018年4月より建設が開始され、2023年7月31日に最初の区間のブロサール駅～モントリオール中央駅間が開業した。
各駅にはフルスクリーンタイプのホームドアが導入されている。

### 予定
モントルオール大都市圏鉄道網（RTM）のドゥ・モンターニュ線の路線を改良した区間を中心に、南岸のモンテレジー地域やモントリオール国際空港、ウェストアイランド地区との間に新規に路線が建設される。
モントリオール中心街とモントリオール国際空港とを結ぶ初の空港連絡鉄道になる他、既存の路線区間において日中10分間隔前後での運行となり、近郊鉄道時代の1時間位一本の本数からは大幅な増便となる。また、交通が不便なウェストアイランド地域との交通活性化につながるとして期待されている。

## 路線
セントローレンス川南岸のモンテレジー地域のブロサードを起点に、シャンプラン橋でセントローレンス川を渡りモントリオール市街地に入りモントリオール中央駅に接続。ここまでの区間は新設路線となる。
ここから先は近郊鉄道として運行されているドゥ・モンターニュ線を改良した区間を走る。途中のモンロワイヤル・トンネル区間には2つの地下駅が設置され、モントリオール地下鉄との乗換駅となる。途中3方向に分岐し、ドゥ・モンターニュ線のドゥ・モンターニュまでの区間は既存の路線を改良して運行されるが、モントリオール国際空港、サンタンヌ・ドゥ・ベルヴューまでの路線は新たに建設される。1路線、2支線で構成される。先行開業したブロサードまでの区間がA1、モントリオール国際空港までがA2、サンタンヌ・ドゥ・ベルヴューまでがA3、ドゥ・モンターニュまでがA4の番号がふられている。
南岸＝ドゥ・モンターニュ線(Rive-Sud - Gare Centrale - Deux-Montagnes)
| 駅名                                                                   | 営業キロ | 開通年         | 接続路線、施設                                                                        | 自治体             |
| ---------------------------------------------------------------------- | -------- | -------------- | ------------------------------------------------------------------------------------- | ------------------ |
| ブロサール駅(Brossard, Rive-Sud)                                       |          | 2023年7月31日  |                                                                                       | ブロサード         |
| ドゥ・カルティエ駅(Du Quartier)                                        |          | 2023年7月31日  |                                                                                       | ブロサード         |
| パナマ駅(Panama)                                                       |          | 2023年7月31日  |                                                                                       | ブロサード         |
| イル・ドゥ・スール駅(Île-des-Soeurs)                                   |          | 2023年7月31日  |                                                                                       | モントリオール     |
| グリフィンタウン・ベルナール＝ランドリー駅(Griffintown–Bernard-Landry) |          | 2025年開業予定 |                                                                                       | モントリオール     |
| モントリオール中央駅(Gare Centrale)                                    |          | 2023年7月31日  | ■RTM(モン・サン・イレール線),VIA鉄道､アムトラック ■モントリオール地下鉄オレンジライン | モントリオール     |
| マギル駅(McGill)                                                       |          | 2025年開業予定 | ■モントリオール地下鉄グリーンライン                                                   | モントリオール     |
| エドゥワール・モンプティ駅(Édouard-Montpetit)                          |          | 2025年開業予定 | ■モントリオール地下鉄ブルーライン                                                     | モントリオール     |
| キャノーラ駅(Canora)                                                   |          | 2025年開業予定 | ■RTM(サンジェローム線)                                                                | モントリオール     |
| ヴィル・ドュ・モン・ロワイヤル駅(Ville-de-Mont-Royal)                  |          | 2025年開業予定 |                                                                                       | モン・ロワイヤル   |
| コートゥ・ドゥ・リース駅(Côte-de-Liesse)                               |          | 2025年開業予定 | ■RTM(マスクーシュ線)                                                                  | モントリオール     |
| モンペリエ駅(Montpellier)                                              |          | 2025年開業予定 |                                                                                       | モントリオール     |
| ドゥ・ルッソー駅(Du Ruisseau)                                          |          | 2025年開業予定 |                                                                                       | モントリオール     |
| ボア・フラン駅(Bois-Franc)                                             |          | 2025年開業予定 | サンタンヌ・ドゥ・ベルヴュー支線,空港支線                                             | モントリオール     |
| サニーブルック駅(Sunnybrooke)                                          |          | 2025年開業予定 |                                                                                       | モントリオール     |
| ピエールフォン・ロックスボロー駅(Pierrefonds-Roxboro)                  |          | 2025年開業予定 |                                                                                       | モントリオール     |
| イル・ビグラ駅(Île-Bigras)                                             |          | 2025年開業予定 |                                                                                       | ラヴァル           |
| セント・ドロテ駅(Sainte-Dorothée)                                      |          | 2025年開業予定 |                                                                                       | ラヴァル           |
| グラン・ムラン駅(Grand-Moulin)                                         |          | 2025年開業予定 |                                                                                       | ドゥ・モンターニュ |
| ドゥ・モンターニュ駅(Deux-Montagnes)                                   |          | 2025年開業予定 |                                                                                       | ドゥ・モンターニュ |

サンタンヌ・ドゥ・ベルヴュー支線(Bois-Franc - Sainte-Anne-de-Bellevue)
| 駅名                                                   | 営業キロ | 開通年         | 接続路線、施設                      | 自治体                       |
| ------------------------------------------------------ | -------- | -------------- | ----------------------------------- | ---------------------------- |
| ボア・フラン駅(Bois-Franc)                             |          | 2025年開業予定 | 南岸＝ドゥ・モンターニュ線,空港支線 | モントリオール               |
| デ・スールス駅(Des Sources)                            |          | 2025年開業予定 |                                     | ポント・クレア               |
| フェアビュー・ポント・クレア駅(Fairview–Pointe-Claire) |          | 2025年開業予定 |                                     | ポント・クレア               |
| カークランド駅(Kirkland)                               |          | 2025年開業予定 |                                     | カークランド                 |
| ランス・ア・ロルム駅(L'Anse-à-l'Orme)                  |          | 2025年開業予定 |                                     | サンタンヌ・ドゥ・ベルヴュー |

空港支線(Aéroport - Bois-Franc)
| 駅名                                                              | 営業キロ | 開通年         | 接続路線、施設                                              | 自治体         |
| ----------------------------------------------------------------- | -------- | -------------- | ----------------------------------------------------------- | -------------- |
| ボア・フラン駅(Bois-Franc)                                        |          | 2025年開業予定 | 南岸＝ドゥ・モンターニュ線,サンタンヌ・ドゥ・ベルヴュー支線 | モントリオール |
| マリー・キュリー駅(Marie-Curie)                                   |          | 2027年開業予定 |                                                             | モントリオール |
| YUL・モントリオール・トルドー空港駅(YUL–Montréal–Trudeau Airport) |          | 2027年開業予定 |                                                             | モントリオール |

## 運行
運転間隔はA1がラッシュ時は3分45秒間隔、日中や土日は終日7分39秒間隔となっており、朝5時半頃から深夜12時45分頃までの運転となっており、完全自動運転である。

### 車両
ケベック州拠点のSNC-Lavalinとフランスのアルストムが受注し、メトロポリスシリーズ240両が製造された。

### 運賃
運賃はA,B,C,Dのゾーン制となっており、ARTM（大都市圏地域交通）の料金制度に準じている。

### 計画
東西にモントリオール島内を結ぶ東部線(REM de l'Est)の計画がある。この計画ではモントリオール中央駅付近の地下駅を出発点に高架線となってからは二つの支線に分かれ、一方がほぼ地下鉄としてCégep Marie-Victorinまでを、一方が地上路線としてモントリオール島東部のPointe-aux-Tremblesまでの全長32㎞、23駅が設置される計画であったが、中心街が高架線となることへの環境面での懸念があり計画は保留となっており、代替案として中心街を経由しない路線等が考慮されている。
その他、ブロッサール方面や空港からの延伸計画もある。

## ギャラリー

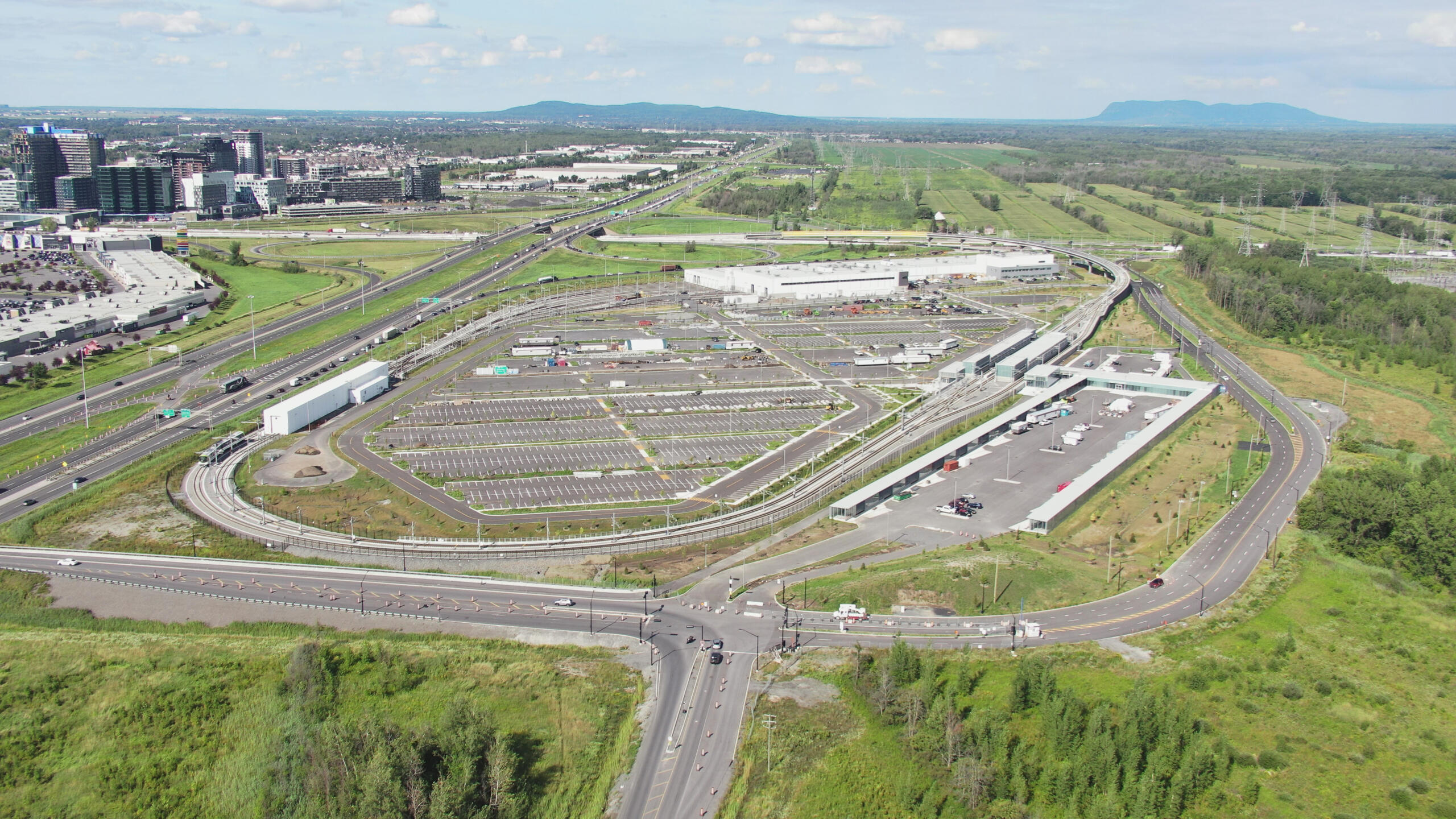
ブロサールの車両基地
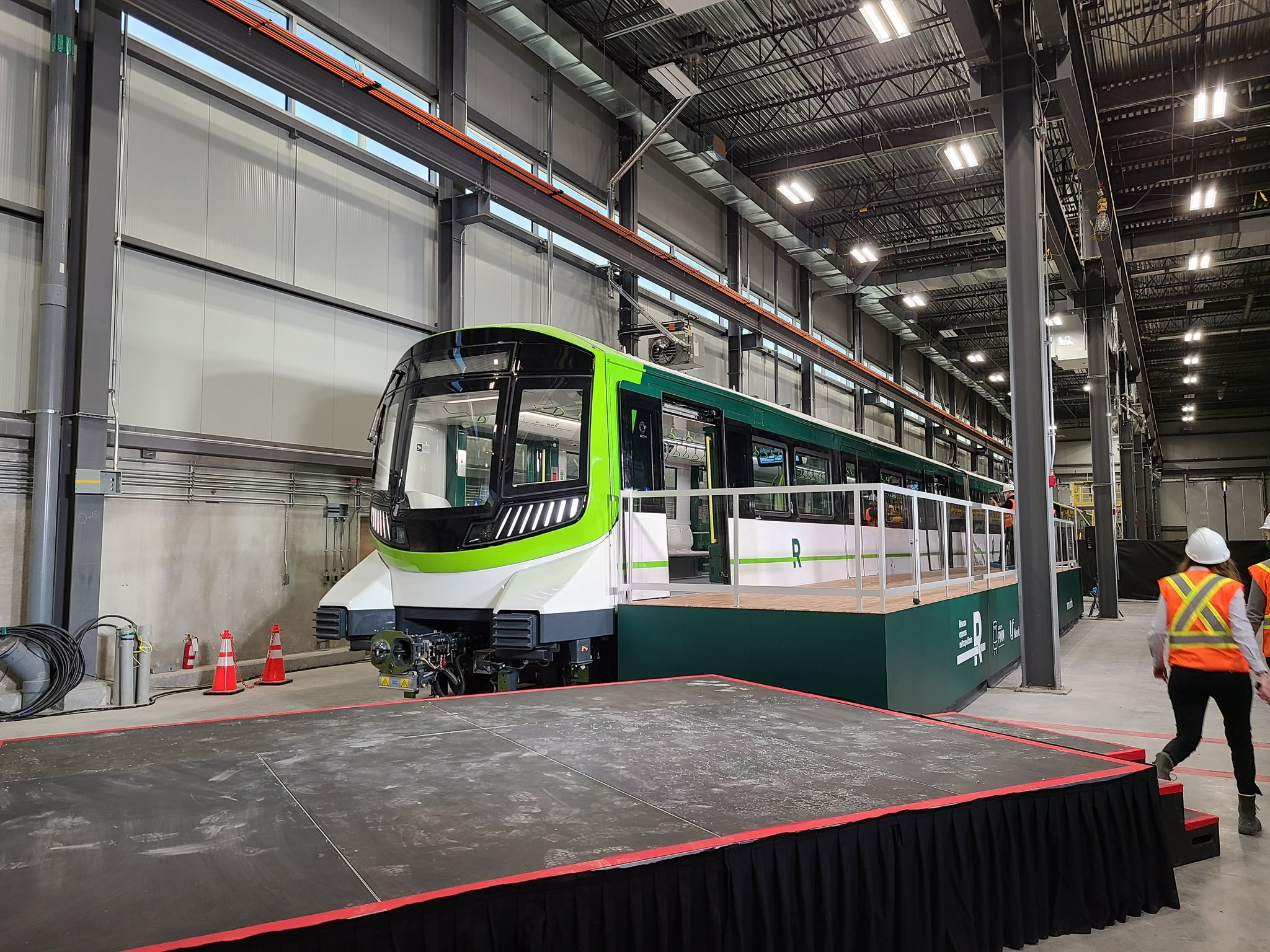
アルストム製のメトロポリス車両
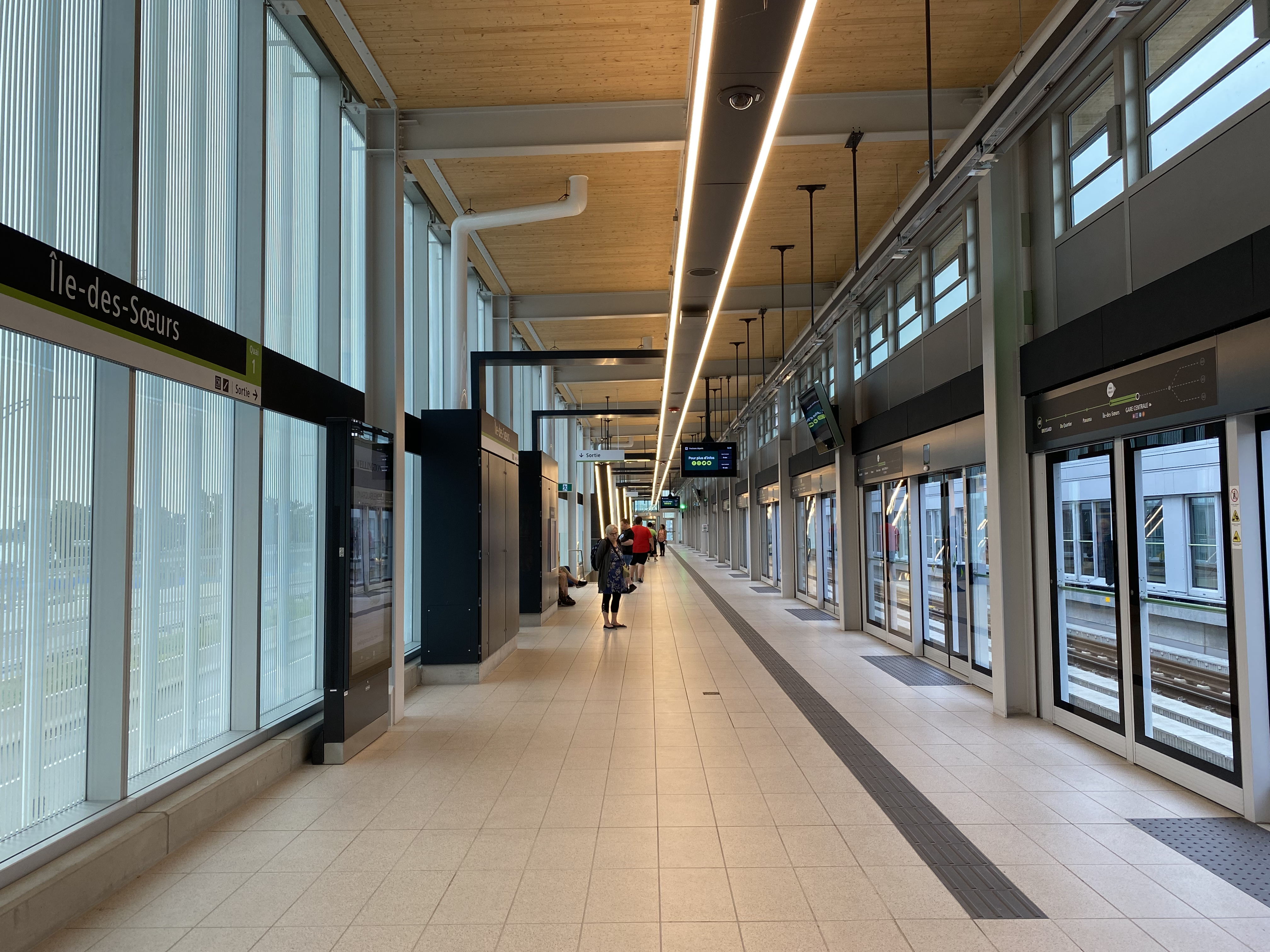
フルスクリーンタイプのホームドア。イル・ドゥ・スール駅
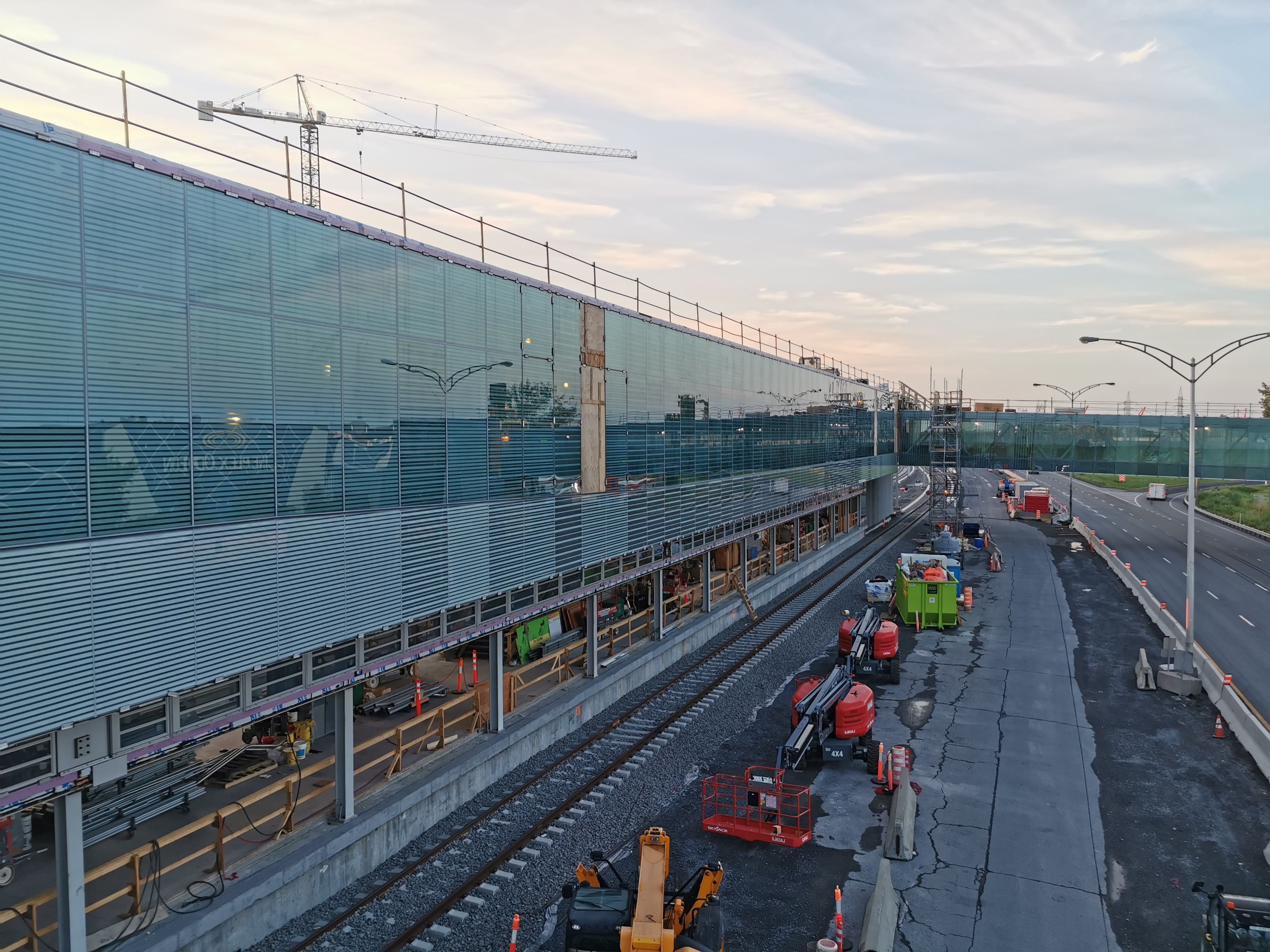
ドゥ・カルティエ駅
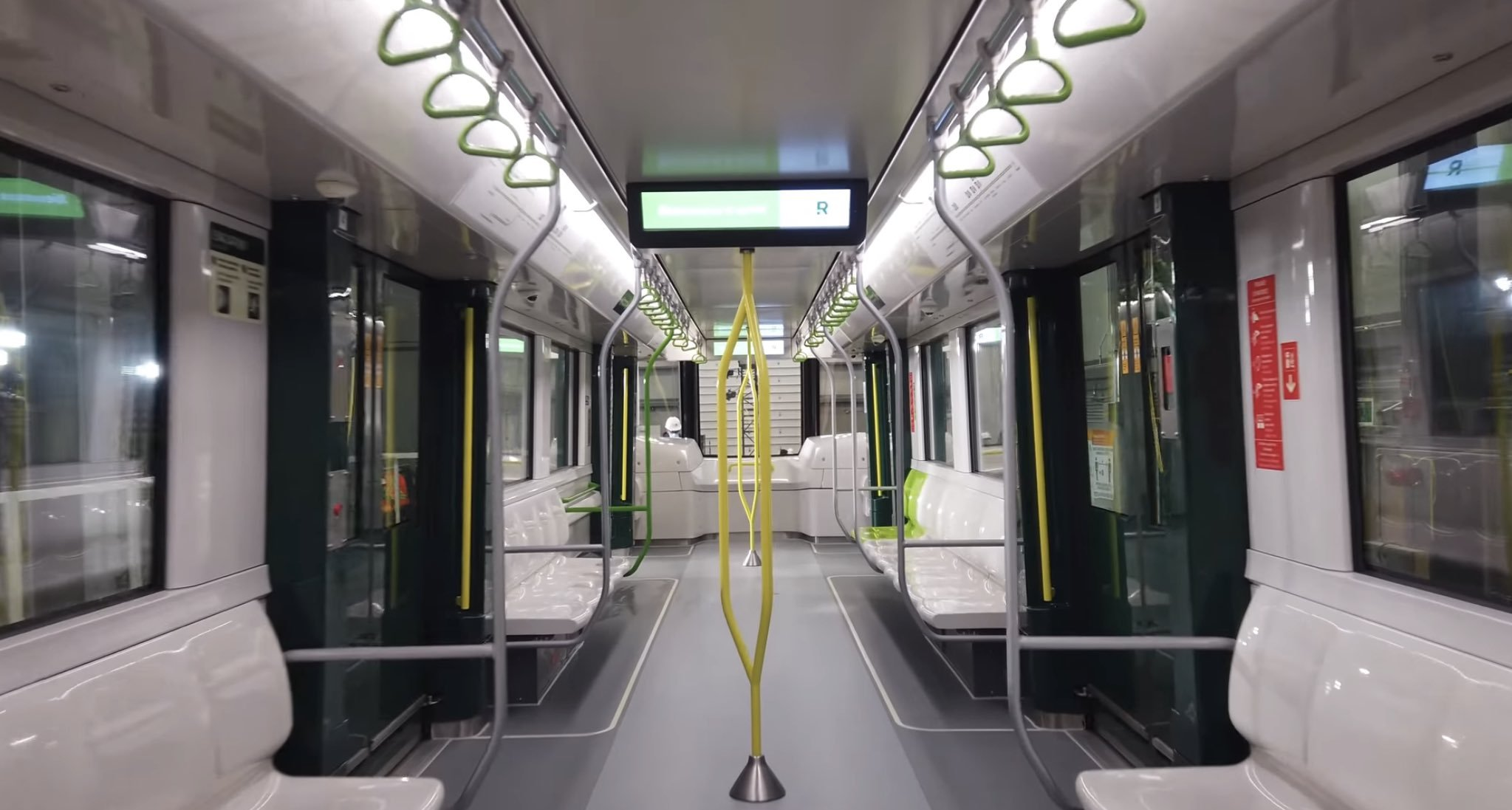
アルストム製のメトロポリスの車内
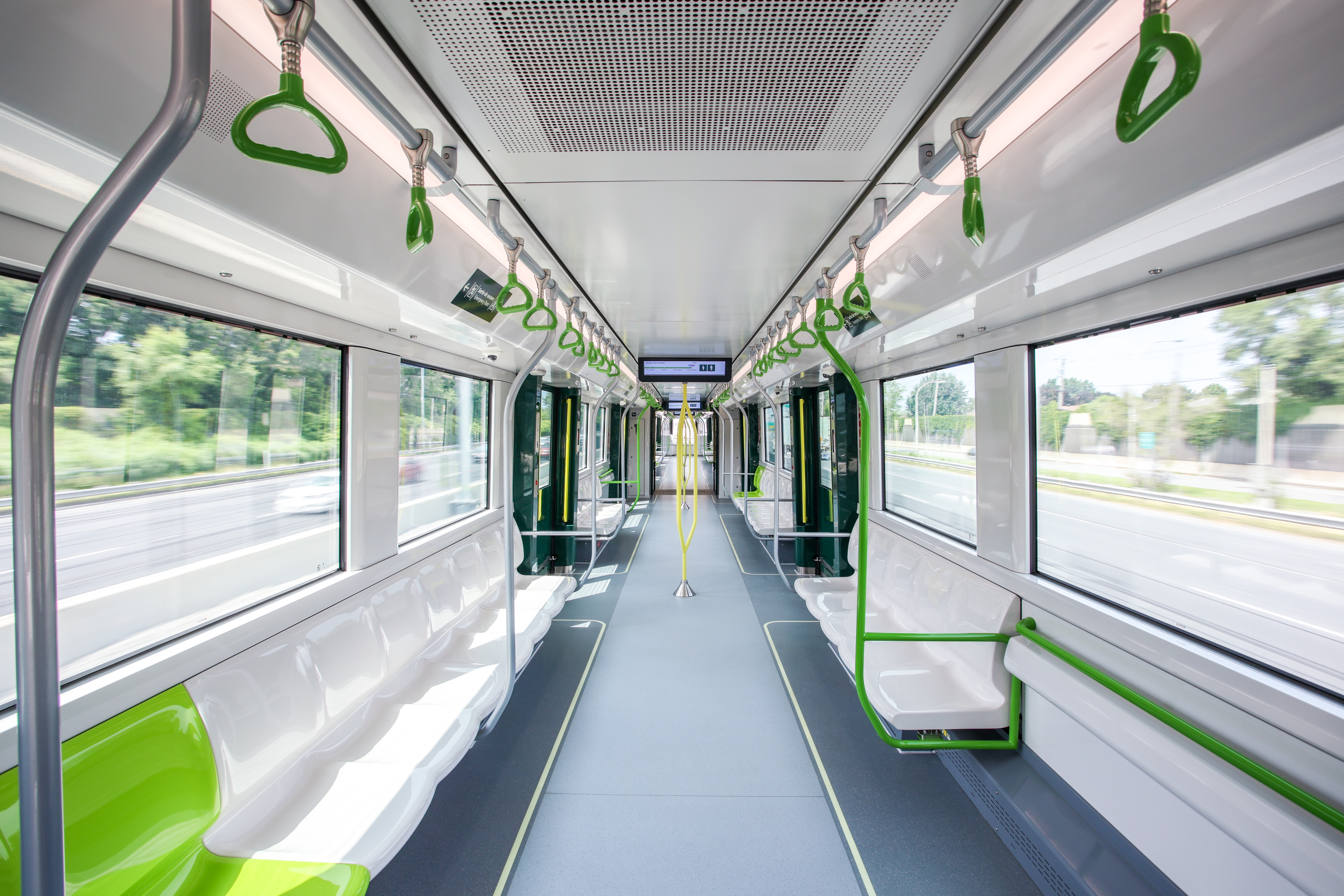
アルストム製のメトロポリス車両の車内Ⅱ
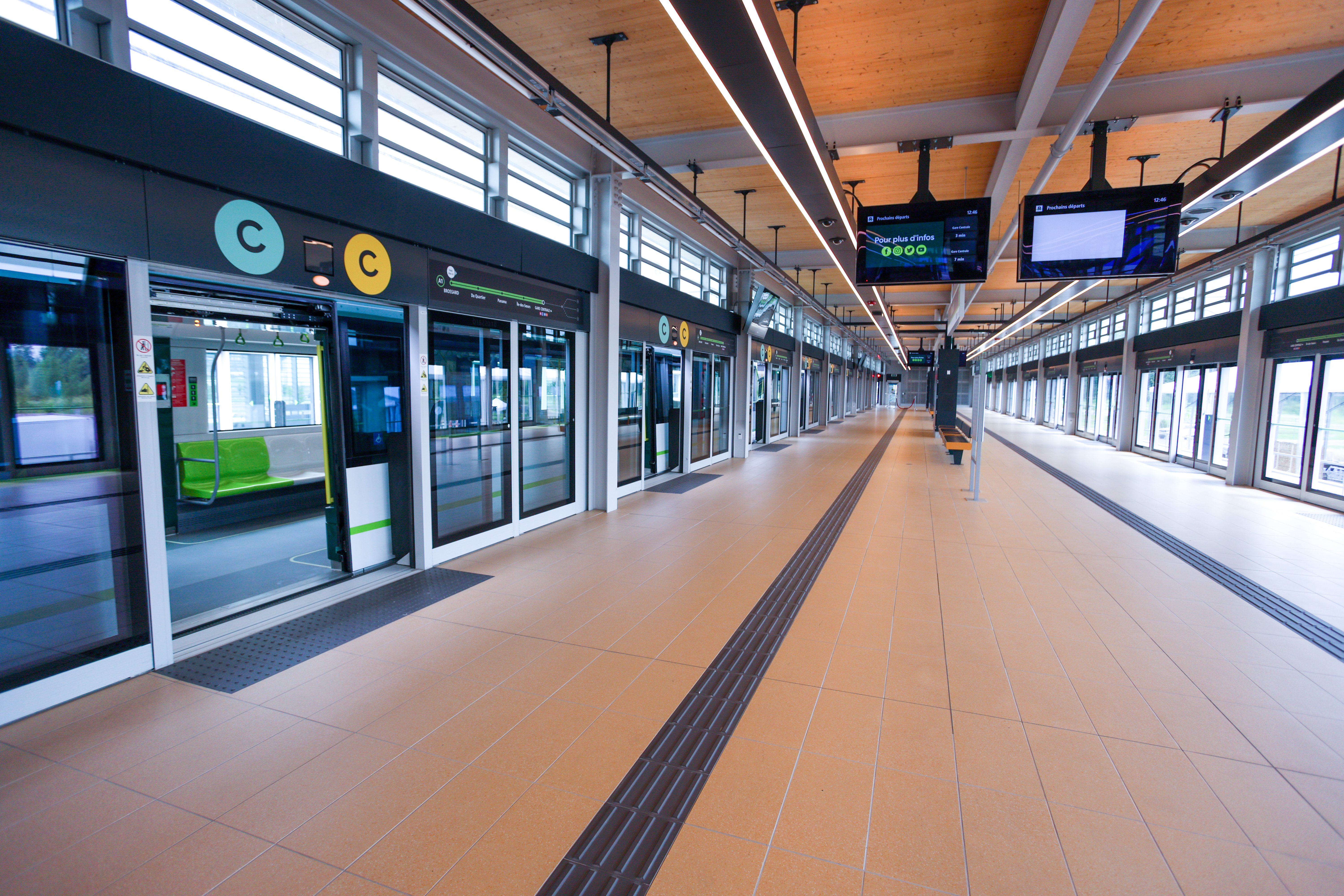
ブロサール駅
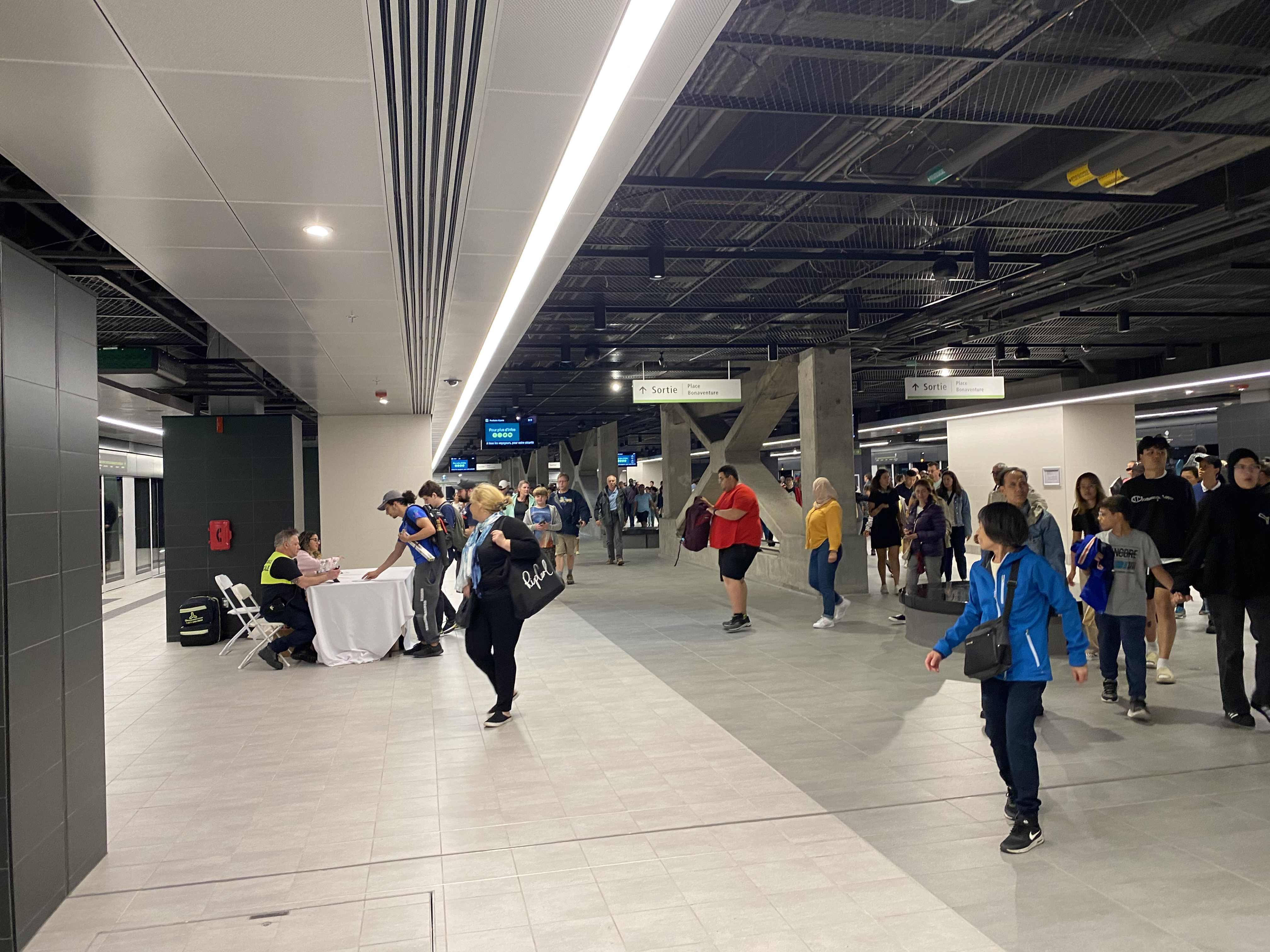
モントリオール中央駅

## リンク集
- 公式サイト （フランス語）（英語）